# Big Mommas: Like Father, Like Son
Big Mommas: Like Father, Like Son és una comèdia policíaca dirigida per John Whitesell el 2011. És la continuació de les pel·lícules Big Momma's House i Big Momma's House 2.

## Argument
Malcolm Turner (Martin Lawrence), agent de l'FBI i també conegut com la gran àvia, haurà d'enfrontar-se a un cas nou i perillós. El seu fillastre Trent (Brandon T. Jackson) acaba de graduar-se a l'escola i posteriorment és acceptat a la universitat de Duke. Tanmateix Trent no vol anar a la universitat, sinó que prefereix intentar una carrera musical com a raper, sota el nom de "Prodi-G". Amb la seva mare Sherry de vacances, Trent tracta que Malcolm firmi un contracte de treball, però aquest es nega, ja que creu que Trent ha de seguir amb la seva formació acadèmica.
Trent serà testimoni d'un assassinat perpetrat per uns gàngsters russos. En conseqüència Malcolm es disfressarà per tercera vegada de la gran àvia per poder protegir el seu fillastre. Trent també es disfressarà com una "gran" dona i hauran d'inflitrar-se en una escola d'art, només per a dones, per caçar el perillós assassí, abans que aquest els trobi.

## Repartiment
- Martin Lawrence: Malcolm Turner/Hattie Mae Pierce.
- Brandon T. Jackson: Trent.
- Portia Doubleday: Jasmine.
- Jessica Lucas: Haley.
- Michelle Ang:  Mia .
- Ken Jeong: Cartero.

## Producció
Es va començar a rodar el mes d'abril de 2001 en diverses localitzacions dels Estats Units. La filmació es va portar a cap|caporal íntegrament en l'estat de Georgia, a les ciutats d'Atlanta i Douglasville. Abans de la seva estrena comercial, no va ser prèviament exhibida només per als crítics cinematogràfics, a fi d'evitar que existissin comentaris desfavorables abans de la seva exhibició en cinemes.

## Rebuda

### Crítica
Segons la pàgina d'Internet Rotten Tomatoes va obtenir un 6% de comentaris positius, arribant a la següent conclusió: "innecessària, avorrida, i generalment no ben rebuda, Big Mommas: Like Father, Like Son  ofereix més del mateix als fans d'aquesta popular sèrie de Martin Lawrence". Anna Smith va assenyalar que "tots els que van exigir un tercer lliurament d'aquesta trista barreja de pobres gags i horribles vestits de Lawrence haurien de ser empresonats i obligats a veure-la, repetidament, fins que es penedeixin.Evita-la". Mark Olsen va escriure "una pel·lícula tan mancada d'entreteniment o de simple humanitat que és difícil relacionar-la amb res que no sigui un artefacte industrial". Segons la pàgina d'Internet Metacritic va obtenir crítiques negatives, amb un 22%, basat en 14 comentaris dels quals cap no és positiu.